# Radicaal 169
Van de in totaal 214 Kangxi-radicalen heeft radicaal 169 de betekenis poort. Het is een van de negen radicalen die bestaat uit acht strepen.
In het Kangxi-woordenboek zijn er 246 karakters die dit radicaal gebruiken.

## Karakters met het radicaal 169

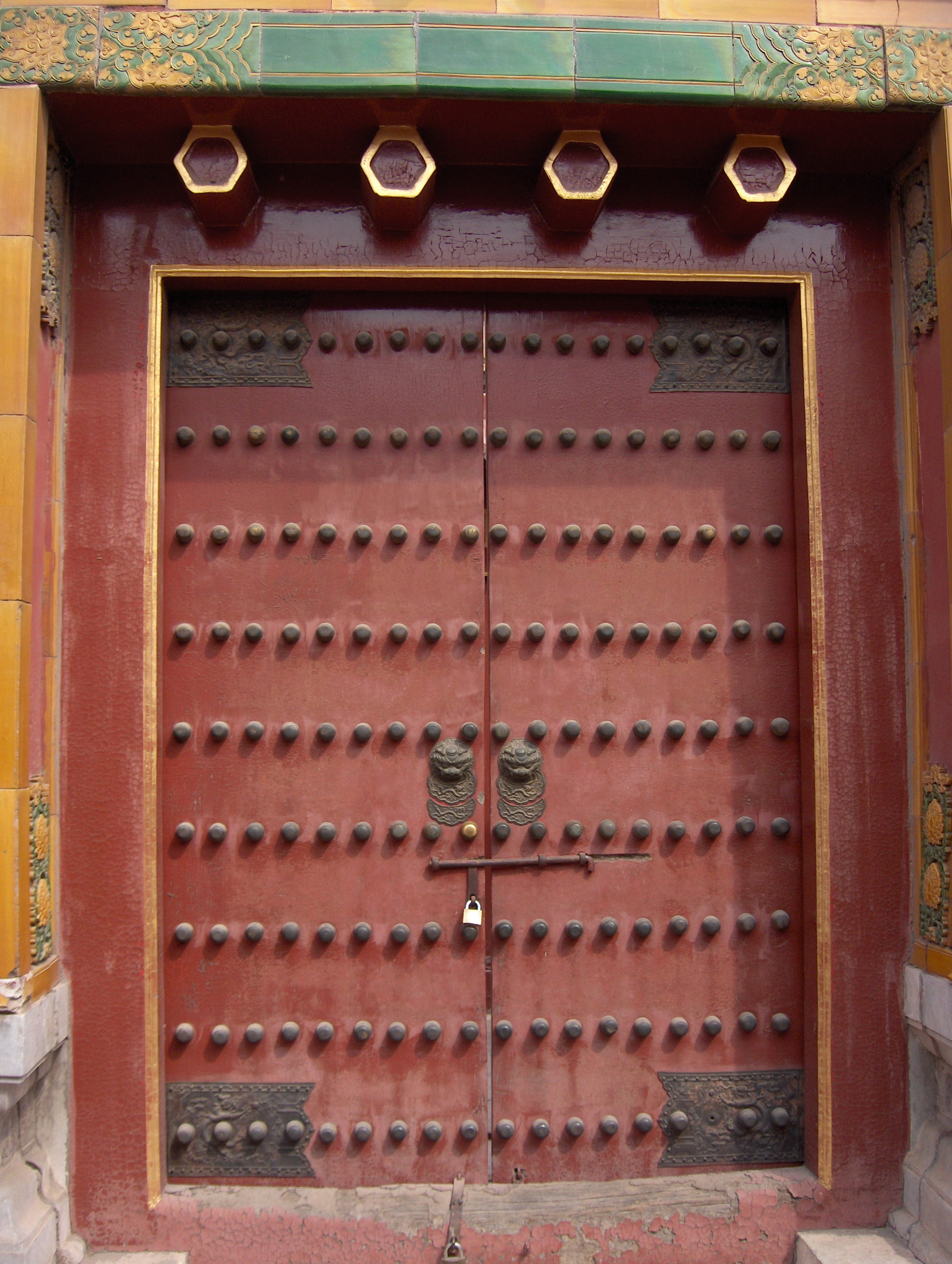
Een poort in de Verboden Stad.

| Strepen | Traditioneel Karakter                        | Vereenvoudigd Karakter        |
| ------- | -------------------------------------------- | ----------------------------- |
| + 0     | 門                                           | 门                            |
| + 1     | 閁 閂                                        | 闩                            |
| + 2     | 閃 閄 閅                                     | 闪                            |
| + 3     | 䦌 䦍 閆 閇 閈 閉 閊                         | 闫 闬 闭 问 闯                |
| + 4     | 䦏 䦑 開 閌 閍 閎 閏 閐 閑 閒 間 閔 閕 閖 閗 | 闰 闱 闲 闳 间 闵 闶 闷       |
| + 5     | 閘 閙 閚 閛 閜 閝 閞 閟 閠 闸                | 闹                            |
| + 6     | 䦛 䦶 閡 関 閣 閤 閥 閦 閧 閨 閩 閪          | 闺 闻 闼 闽 闾 闿 阀 阁 阂    |
| + 7     | 䦟 䦷 閫 閬 閭 閮 閯 閰 閱 閲 閳 閴 阃       | 阄 阅 阆 閭                   |
| + 8     | 閵 閶 閸 閹 閺 閻 閼 閽 閾 閿 闀 闁 闂       | 阇 阈 阉 阊 阋 阌 阍 阎 阏 阐 |
| + 9     | 閷 闃 闄 闅 闆 闇 闈 闉 闊 闋 闌 闍 闎 闏    | 阑 阒 阓 阔 阕                |
| + 10    | 闐 闑 闒 闓 闔 闕 闖 闗 闘                   | 阖 阗 阘 阙                   |
| + 11    | 闙 闚 闛 關 闝                               | 阚                            |
| + 12    | 闞 闟 闠 闡                                  |                               |
| + 13    | 闢 闣 闤 闥 闦                               | 阛                            |
| + 14    | 闧                                           |                               |

Orakelbotkarakter
Bronskarakter
Groot zegelkarakter
Klein zegelkarakter